# Tales of Symphonia: Dawn of the New World
Tales of Symphonia: Dawn of the New World, conocido en Japón como Tales of Symphonia: Knight of Ratatosk (テイルズ オブ シンフォニア -ラタトスクの騎士- Teiruzu obu Shinfonia-Ratatosuku no Kishi-?) es un videojuego RPG desarrollado por Namco Tales Studio y publicado por Namco Bandai para Wii. Es la secuela del videojuego Tales of Symphonia de Nintendo Gamecube, PlayStation 2 y PC. Fue lanzado en Japón el 26 de junio de 2008 y en Norteamérica se lanzó el 18 de noviembre de 2008. En Europa salió el 13 de noviembre de 2009. Actualmente se encuentra disponible en español.

## Historia
Hace mucho tiempo, Sylvarant y Tethe'alla estaban unidos como un solo mundo que señalaba la fuerza de gigante árbol de Kharlan. La intervención divina rasgó el mundo ocasionando que el árbol se marchitara y muriera. Se dejó finalmente el destino de ambos mundos a un joven llamado Lloyd para restaurar el mundo a su verdadera forma. Al final de su viaje, un nuevo árbol se plantó que sustituyera al árbol gigante de Kharlan, unificando una vez más ambos mundos. Esta es la historia del viaje de regeneración.
Unidos una vez más, el mundo está entrando en una nueva era. Sin embargo, su gente todavía se enfrenta con muchos problemas. Después de las tierras se hicieran una sola, los mapas perdieron su utilidad y el clima pasó por grandes cambios: algunas ciudades quedaron sumergidas bajo el agua, los desiertos cálidos pasaron a ser desiertos congelados y hasta los lagos se convirtieron en valles secos. Todo esto se deriva de pasar por alto un factor en la unificación de los mundos: el espíritu del viejo árbol de Kharlan, Ratatösk, todavía existe en algún lugar, y su sueño ha enviado el mundo en el caos.
Sin embargo, Ratatösk no es el único problema: las tensiones están aumentando entre la población de los dos mundos. Los ciudadanos de Tethe'alla miran hacia abajo a los ciudadanos de Sylvarant debido a que poseen tecnología inferior, y los ciudadanos de Sylvarant miran con miedo a los ciudadanos de Tethe'alla por su poder. Han transcurrido dos años desde la regeneración de los mundos, y el pueblo de Sylvarant ha creado un ejército, conocido como la vanguardia, con el que se rebela contra la Iglesia de Martel y el pueblo de Tethe'alla.
Un día, la Iglesia de Martel se va a la guerra con la vanguardia, y Palmacosta una ciudad de Sylvarant queda atrapada en el fuego cruzado. Innumerables vidas inocentes se han perdido y Palmacosta se consume en un terrible incendio. Este evento viene a ser conocido como la "Purga de sangre", una matanza supuestamente dirigida por Lloyd Irving quien fue el héroe que regenero el mundo en nuestra primera aventura.

## Personajes

### Nuevos personajes
Emil Castagnier (エミル・キャスタニエ Emiru Kyasutanie?)

Edad: 16 años

Sexo: Masculino

Altura: 169 cm

Peso: 60 kg

Seiyū: Hiro Shimono

Arma: Espada
Emil perdió a sus padres en la purga de Palmacosta. Un muchacho honesto, algo inocente, un poco cobarde y no le gusta tomar decisiones.
Un día oyó el chillido de un monstruo en la distancia, con la sensación de que le llamaba sale de la villa por propia voluntad y se marcha a investigar. Aquí conoce a Marta, la cual parece conocer a Emil, pero a él no le parece haberse encontrado antes con ella. Marta le cuenta que estaba siendo perseguida, y se ponen de acuerdo para luchar juntos.
Pronto se muestra que fue invocado por Tenebrae, donde su voz ya la había escuchado antes, hace un trato con Tenebrae y se convierte en un caballero de Ratatosk, lo que le permite usar su poder durante las batallas. Cuando lucha sus ojos se vuelven rojos y su personalidad cambia convirtiéndose en un luchador despiadado, provocando que la gente le vea como un monstruo.
Marta Lualdi (マルタ・ルアルディ Maruta Ruarudi?)

Edad: 16 años

Sexo: Femenino

Altura: 153 cm

Peso: 43 kg

Seiyū: Rie Kugimiya

Arma: Dual Spinner
Marta perdió a su madre durante la batalla del gran árbol Kharlan. En el lado izquierdo de su frente esta la base de Ratatosk, encarcelada en un estado inactivo. Emil se convirtió en su caballero de guardian para proteger a ella y la base de Ratatosk. Tiene una visión de Emil afeminado, pero cree que posee una gran fuerza oculta. Marta usa una llave que se asemeja a Mieu, un personaje del Tales Of Abyss; Tokunaga, Anise la muñeca de Tales of the Abyss, también se muestra en la parte posterior de su bolsa.
Richter Abend (リヒター・アーベント Rihitā Ābento?)

Edad: 20 años

Sexo: Masculino

Altura: 180 cm

Peso: 75 kg

Seiyū: Kenji Hamada

Arma: Espadas y hoces
Richter es un hombre joven que viaja para encontrar la base de Ratatosk. Puesto que lo oprimieron de niño, ahora odia a los que oprimen a otros. También odia los que no se pueden cuidar de sí mismos. Su naturaleza extremadamente desconfianza le hace ser áspero. Él primero encuentro con Emil es mientras le salva de una paliza. Aunque la timidez y la pasividad del muchacho lo irritan, le enseña los fundamentos de la lucha.
Tenebrae (テネブラエ Teneburae?)

Edad: Desconocida

Sexo: Masculino

Altura: 120 cm

Peso: 43 kg

Seiyū: Hōchū Ōtsuka

Tenebrae es un espíritu del centurión de Ratatosk que se adapta altamente a las fuerzas de la oscuridad.Establece un trato con Emil que lo convierte en un caballero de Ratatosk. Aunque Tenebrae perdió mucha de su energía. Es muy tranquilo, compuesto, y serio, aunque lo han conocido para hacer la broma ocasional. Es muy leal a Marta, que lleva la base de Ratatosk en su frente.
Aqua (アクア Akua?)

Edad: Desconocida

Sexo: Femenino

Altura: 123 cm

Peso: 41 kg

Seiyū: Yōko Honda

Aqua es un espíritu del centurión de Ratatosk que se adapta altamente a las fuerzas del agua. Como Richter, intenta obtener la base de Ratatosk, así que acuerda pactar con él. Aqua dirige a Richter y le ayuda posteriormente en batalla.
Alice (アリス Arisu?)

Edad: 18 años

Sexo: Femenino

Altura: 160 cm

Peso: 48 kg

Seiyū: Mami Kingetsu

Arma: Rapier (Estoque)

Alice es el líder de la escuadrilla de combate de Vanguard. A pesar de su aspecto infantil, es una mujer joven y muy mezquina. Trata a Decus como un criado, y tiene una inclinación para montar bestias en la batalla.
Decus (デクス Dekusu?)

Edad: 24 años

Sexo: Masculino

Altura: 178 cm

Peso: 70 kg

Seiyū: Akio Suyama

Arma: Espada grande, claymore.
Decus es un hombre joven que está enamorado de Alice; se unió a Vanguard para el propósito único de cortejarla. Es conocido por el uso de perfumes exóticos, en sus intentos de ligársela. Tío raro que tiene una doncella de hierro.

### Antiguos personajes
Lloyd Irving (ロイド・アーヴィング Roido Āvingu?)

Edad: 19 años

Sexo: Masculino

Altura: 178 cm

Peso: 63 kg

Seiyū: Katsuyuki Konishi

Arma: Dos espadas
Lloyd era el protagonista del ToS. Después de que unieran los dos mundos, comenzó a buscar las Exsferas restantes, su meta era evitar que hubiese otras víctimas. Lloyd ahora es alabado y odiado por la gente del mundo, algunos le agradecen sus acciones, y alguno otros las condenan. La iglesia de Martel ha proclamado que Lloyd era responsable de la purgación de la sangre de Palmacosta, esto ni ha sido confirmada ni negada por Lloyd mismo. Consecuentemente, las tensiones entre las que apoyan Lloyd y las que lo oponen se han extendido rápidamente.
Colette Brunel (コレット・ブルーネル Koretto Burūneru?)

Edad: 18 años

Sexo: Femenino

Altura: 158 cm

Peso: 44 kg

Seiyū: Nana Mizuki

Arma: Chakrams
Colette era la heroína del ToS. Después de que los mundos fueran unidos, el sistema del elegido fue suprimido, como tal, Colette es la última elegida del Mana. Decide realizar el último ritual para ayudar a la gente del mundo. Los miembros de la Vanguard se oponen en esto, y Colette se convierte en su punto de mira.
Genis Sage (ジーニアス・セイジ Jīniasu Seiji?)

Edad: 14 años

Sexo: Masculino

Altura: 151 cm

Peso: 40 kg

Seiyū: Ai Orikasa

Arma: Kendama
Genis es el amigo más cercano de Lloyd y es hermano menor de Raine. Aunque sigue siendo pequeño, ha crecido considerablemente en los dos años pasados. Se preocupa extremadamente por el paradero Lloyd, así que junto con Raine han decidido dividirse para encontrarlo. Cuando Genis finalmente encuentra a Lloyd, se ve obligado a aceptar que su amigo de la niñez es ahora un enemigo.
Raine Sage (リフィル・セイジ Rifiru Seiji?)

Edad: 25 años

Sexo: Femenino

Altura: 166 cm

Peso: 49 kg

Seiyū: Yumi Touma

Arma: Varas/Cetros
Raine es la profesora de Lloyd y hermana mayor de Genis. Al final del ToS, ella y su hermano comenzaron a viajar alrededor del mundo para ayudar a los semielfos para que sean aceptados. En este juego, Raine se preocupa del paradero de Lloyd, así que con su hermano se separan para traerlo de vuelta. Es una mujer muy tranquila, calculadora que cuida profundamente de sus estudiantes.
Zelos Wilder (ゼロス・ワイルダー Zerosu Wairudā?)

Edad: 24 años

Sexo: Masculino

Altura: 179 cm

Peso: 68 kg

Seiyū: Masaya Onosaka

Arma: Espadas/Dagas
Zelos es uno de los últimos elegidos de la iglesia de Martel. Cuando el sistema del elegido fue suprimido, contribuyó a las reformas importantes de la iglesia. Zelos utiliza su buen atractivo, renombre, y personalidad despreocupada para obtener información valiosa de la gente de Meltokio. Aunque parece ser un ligón y un mujeriego, no es más que una máscara, en realidad, es calmado y profundo.
Regal Bryant (リーガル・ブライアン Rīgaru Buraian?)

Edad: 35 años

Sexo: Masculino

Altura: 189 cm

Peso: 85 kg

Seiyū: Akio Ohtsuka

Armas: Grevas/Espinilleras
Regal fue una vez un preso condenado por matar a su amante, Alicia, después de que la transformaran en un monstruo. Ahora reincorporado como presidente de la Compañía Lezareno, Regal ha sido extremadamente útil para la caza de exsferas ayudando a Lloyd; y también ha contribuido en la reconstrucción del mundo. Es un caballero verdadero. Se quitó los grilletes poco después de juntarse Sylvarant y Tethe'alla.
Sheena Fujibayashi (藤林しいな Fujibayashi Shiina?)

Edad: 20 años

Sexo: Femenino

Altura: 164 cm

Peso: 48 kg

Seiyū: Akemi Okamura

Arma: Cartas de Invocación/Guardianes
Sheena, una maestra del estilo de Igaguri, es la sucesora al jefe de Mizuho. También es una invocadora que puede crear pactos con los espíritus elementales del mundo. Después de la reunificación de los mundos, Sheena ha tenido muchas peticiones del rey de Tethe'alla. Es una mujer joven, muy brillante y honesta.
Presea Combatir (プレセア・コンバティール Puresea Konbatīru?)

Edad: 14 años por su exfera, 30 en realidad

Sexo: Femenino

Altura: 150 cm

Peso: 38 kg

Seiyū: Houko Kuwashima

Arma: Hacha
Como parte de un experimento, Presea pasó dieciséis años de su vida en un estado robótico, permanecía insensible mientras los parásitos de un Exsfera especial se alimentaban, consumiendo su cuerpo y humanidad en el proceso. Durante ese tiempo, no envejeció nada. Después de recibir una keycrest para su Exsfera hace dos años, el tiempo comenzó a fluir para ella otra vez, y Presea volvió a descubrir sus emociones, ahora es una muchacha alegre que ama reír. Vive actualmente en la aldea arruinada de Ozette, la cual intenta reconstruir.

## Sistema de batalla
· En Tales of Symphonia: Dawn of the New World durante los combates te podrás mover libremente por el escenario de lucha.

· Igual que en su predecesor podrán luchar hasta 4 jugadores.

· A diferencia del Tales of Symphonia, puedes unir ataques, el símbolo que se ve abajo a la derecha te dice que tipo de ataque que tienes que hacer para unir ataques, ya no hace falta pulsar 'Z' y hacer una combinación de ataques, aunque sigue existiendo la barra.

· El jugador podrá realizar golpes especiales capaces de modificar las características del terreno de juego, diseñado en completas 3D.